# Nigidius Figulus
Publius Nigidius Figulus (asi 98 před n. l. – 45 před n. l.) byl římský vzdělanec, kterého svými rozsáhlými znalostmi překonal pouze Varro, v tradici považován za velkého znalce magie a čaroděje. Roku 58 před n. l. zastával úřad pretora. V občanské válce se přidal k Pompeiovcům a po jejich porážce (48 před n. l.) byl Juliem Caesarem poslán do vyhnanství, kde zemřel.
Cognomen Figulus (hrnčíř) získal Nigidius údajně proto, že prohlásil, že svět se točí kolem své osy rychlostí hrnčířského kruhu.

## Dílo
Protože Nigidiovo dílo připadalo nesrozumitelné už jeho současníkům a protože se obecně Římané nezajímali o magické vědy, upadly jeho práce rychle do zapomnění. V pozdější tradici vystupoval Nigidius Figulus jako tajemný, temný mág-vzdělanec, jak to dokládá i jeho obraz v literárních dílech jiných autorů.
Dochované tituly některých dalších prací jsou:
- De diis (O bozích)
- De sphaera graecanica (O řeckém okruhu)
- De sphaera barbarica (O barbarském okruhu)
- De augurio privato (O soukromém věštění)
- De extis (O vnitřnostech)
- De somniis (O snech)
- De vento (O větru)
- De terris (O krajinách)
- De animalibus (O zvířatech)